# Euphorbia dedzana
Euphorbia dedzana ist eine Pflanzenart aus der Gattung Wolfsmilch (Euphorbia) in der Familie der Wolfsmilchgewächse (Euphorbiaceae).

## Beschreibung
Die sukkulente Euphorbia dedzana wächst als reichlich verzweigter Strauch und erreicht eine Höhe von etwa 30 Zentimeter. Durch die vorhandenen Rhizome entwickeln sich Pflanzen bis zu 1 Meter Durchmesser. Die vierkantigen Triebe werden bis 75 Zentimeter lang und bis 1 Zentimeter breit. Die Kanten sind in einem Abstand von 14 Millimeter zueinander mit buchtigen Zähnen besetzt. Die schmal dreieckigen und einzeln stehenden Dornschildchen werden bis 10 Millimeter lang und 1,5 Millimeter breit. Es werden bis 9 Millimeter lange Dornen und Nebenblattdornen bis 2 Millimeter Länge ausgebildet.
Der Blütenstand besteht aus einzelnen und einfachen Cymen, die sich an 1,5 Millimeter langen Stielen befinden. Es werden Cyathien mit einem Durchmesser von 4,5 Millimeter ausgebildet. Die länglichen Nektardrüsen sind gelb gefärbt und stoßen aneinander. Die stumpf gelappte Frucht wird 3,25 Millimeter breit und 4,5 Millimeter lang. Sie ist nahezu sitzend. Der eiförmige Samen wird 1,8 Millimeter lang und 1,3 Millimeter breit. Er ist unregelmäßig mit Warzen besetzt.

## Verbreitung und Systematik
Euphorbia dedzana ist in Zentral-Malawi verbreitet und nur vom Typstandort bekannt.
Die Erstbeschreibung der Art erfolgte 1992 durch Leslie Charles Leach.